# Rodrigo Pérez Müffeler
Rodrigo Alfonso Pérez Müffeler (Santiago de Chile, 7 de marzo de 1961) es un actor, director de teatro y docente chileno. Es considerado como uno de los mejores directores del teatro chileno contemporáneo.
Se desempeña como fundador y director artístico de la compañía Teatro La Provincia, director en Teatro La Memoria, y director y docente de la Escuela de Teatro de la Universidad Mayor (UM). También se ha desempeñado como docente en la Escuela de Teatro de la Universidad de Chile y de la Pontificia Universidad Católica de Chile (PUC). 

## Biografía
Ingresó a la Facultad de Ciencias Sociales de la Universidad de Chile, donde obtuvo la Licenciatura en psicología. Cursó estudios de teatro en la Academia Club de Teatro de Fernando González Mardones. En 1988 abandonó Chile por obtener una beca de estudios de la Goethe Institut, y se trasladó a Alemania, donde participó en múltiples obras teatrales en Colonia, Stuttgart y Esslingen. 
En 1993 dirigió a Claudia Di Girolamo en El vicio absurdo de Virginia Woolf. También ha dirigido obras como El malentendido, Fantasmas borrachos, Madame de Sade, Fedra, Madea, Las brutas, La tempestad, y la trilogía La Patria (Cuerpo, 2005, Madre y Padre, 2006) y la trilogía del Fracaso (Edipo, 2022, y Hablan, 2023).
A mediados de 2000, posee una destacada carrera como director teatral y docente, además de una fructífera labor como docente y formador de nuevas generaciones teatrales. En 2006 es elegido por críticos de El Mercurio, como uno de los mejores directores de teatro. Pérez es admirador de la obra artística de Juan Radrigán, y sus lazos artísticos se vinculan a Alfredo Castro y Claudia Di Girolamo, con quienes ha formado una larga amistad influenciada por un fuerte intelecto artístico y político.
Pérez perteneció al selecto grupo de actores de teatro, que bajo la dirección artística de Vicente Sabatini, lograron interpretar a populares roles de reparto en producciones televisivas de alto presupuesto, bajo contenidos sociales y regionales, entre 2001 y 2008, durante la época de oro de las telenovelas de Televisión Nacional de Chile. 

## Filmografía
| Año  | Título            | Papel          | Director          |
| ---- | ----------------- | -------------- | ----------------- |
| 2004 | Cachimba          | Leo            | Silvio Caiozzi    |
| 2008 | Secretos          | Lincoln Candía | Valeria Sarmiento |
| 2008 | Tony Manero       | Interrogador   | Pablo Larraín     |
| 2010 | Post Mortem       | Coronel Pérez  | Pablo Larraín     |
| 2015 | Locas perdidas    |                | Ignacio Juricic   |
| 2018 | Enigma            | Jaime          | Ignacio Juricic   |
| 2024 | Patio de chacales |                | Diego Figueroa    |
| 2024 | Los afectos       |                | Aníbal Jofré      |

## Televisión
| Año  | Título                  | Papel              | Notas                       |
| ---- | ----------------------- | ------------------ | --------------------------- |
| 1988 | Bellas y Audaces        | Joyero             | Sin acreditar; ¿? episodios |
| 1990 | El milagro de vivir     | Rodrigo Núñez      |                             |
| 1991 | Volver a empezar        | Leonardo Cameron   |                             |
| 1993 | Jaque Mate              | Drácula            | Sin acreditar; ¿? episodios |
| 2001 | Pampa Ilusión           | Arsenio Valle      |                             |
| 2002 | El circo de Las Montini | Lázaro Mondaca     |                             |
| 2003 | Puertas Adentro         | Lucio Barraza      |                             |
| 2004 | Los Pincheira           | Pancracio Jorquera |                             |
| 2005 | Los Capo                | Tancredo Novelli   |                             |
| 2006 | Cómplices               | Manuel Torres      |                             |
| 2007 | Corazón de María        | Luis Orellana      |                             |
| 2008 | Viuda Alegre            | Hermógenes León    |                             |
| 2009 | Los Exitosos Pells      | Juan Astudillo     |                             |
| 2010 | Manuel Rodríguez        | Cayetano Chávez    |                             |
| 2011 | La Doña                 | Asencio Erazo      |                             |

| Año  | Título                       | Papel          | Notas                        |
| ---- | ---------------------------- | -------------- | ---------------------------- |
| 2004 | De Neftalí a Pablo           | Monge          | Episodio: Hambre de palabras |
| 2005 | Tiempo final: en tiempo real |                | Episodio: Bomba Tres         |
| 2010 | Cartas de mujer              | Juan Navarrete | Episodio: Carta de María     |
| 2013 | Prófugos 2                   |                |                              |

## Teatro
En su trabajo como actor y director de teatro participa en la Compañía: Teatro "La Memoria" junto con Alfredo Castro. Trabaja también como docente en la Universidad de Chile y en diversos Clubs de Teatro. Actualmente es director de Teatro "La Provincia" y la escuela de teatro de la Universidad Mayor.

### Como actor
Las obras más exitosas en las que ha actuado, son:
| Obra de teatro | Obra de teatro                                        |
| Año            | Obra                                                  |
| -------------- | ----------------------------------------------------- |
| 1986           | Cinema Utoppia                                        |
| 1987           | 99 La Morgue                                          |
| 1987           | El avaro                                              |
| 1988           | El buen doctor                                        |
| 1988           | El Paseo de Buster Keaton                             |
| 1988           | La Gran Duquesa de Gerolstein                         |
| 1989           | La muerte de Dantón                                   |
| 1989           | La tierra no es redonda                               |
| 1990           | La manzana de Adán                                    |
| 1992           | Historia de la sangre                                 |
| 1992           | Dédalo en el vientre de la bestia                     |
| 1993           | Los días tuertos                                      |
| 1995           | La catedral de la luz                                 |
| 1996           | Si yo te miro y tu me miras ¿Quién primero se sonríe? |
| 1996           | La misión                                             |
| 1997           | En la soledad de los campos de algodón                |
| 2000           | Patas de perro                                        |
| 2004           | Mano de obra                                          |
| 2009           | Jamás el fuego nunca                                  |
| 2009           | Hechos consumados                                     |
| 2010           | Algo va a pasar que no es normal                      |
| 2011           | Soy tumba                                             |
| 2011           | Casa de muñecas                                       |
| 2013           | El jardín de los cerezos                              |
| 2017           | Pompeya                                               |
| 2018           | Los arrepentidos                                      |

### Como director
Entre las obras que ha dirigido, destacan
| Obra de teatro | Obra de teatro                            |
| Año            | Obra                                      |
| -------------- | ----------------------------------------- |
| 1993           | El vicio absurdo                          |
| 1994           | El malentendido                           |
| 1995           | Muertos sin sepultura                     |
| 1995           | Ofelia o la madre muerta                  |
| 1996           | El mal sueño                              |
| 1996           | Notas de cocina                           |
| 1996           | La zapatera prodigiosa                    |
| 1996           | Quarteto                                  |
| 1997           | Macbeth                                   |
| 1997           | Akenatón                                  |
| 1997           | Fantasmas borrachos                       |
| 1998           | El príncipe desolado                      |
| 1998           | Antígona                                  |
| 1998           | Madame de Sade                            |
| 1999           | Fedra                                     |
| 1999           | Perra celestial                           |
| 2000           | El coordinador                            |
| 2001           | Medea                                     |
| 2002           | Digo siempre adiós y me quedo             |
| 2003           | Provincia señalada, una velada patriótica |
| 2005           | Cuerpo                                    |
| 2006           | Madre                                     |
| 2006           | Padre                                     |
| 2007           | Santa Juana de los mataderos              |
| 2008           | Las Brutas                                |
| 2008           | Kaspar                                    |
| 2008           | Travesti por mi abuela                    |
| 2008           | Violeta: al centro de la injusticia       |
| 2009           | Diatriba de la victoria                   |
| 2010           | La Quintrala                              |
| 2010           | Negro Animal Tristeza                     |
| 2011           | Interior                                  |
| 2011           | El retablo de Yumbel                      |
| 2012           | Los Perros                                |
| 2012           | Oratorio de la Lluvia Negra               |
| 2012           | El pájaro de Chile                        |
| 2013           | Aquí están                                |
| 2015           | La tempestad                              |
| 2022           | Edipo Stand Up                            |
| 2023           | Hablan                                    |